# Urban-Cycling-Weltmeisterschaften 2023
Die Urban-Cycling-Weltmeisterschaften 2023 wurden vom 5. bis 12. August in Glasgow ausgetragen. Alle Wettbewerbe fanden im Glasgow Green statt, einem Park in Innenstadtnähe. Die Wettkämpfe waren Teil der Radsport-Weltmeisterschaften 2023 und wurden vom Veranstalter in drei Teilmeisterschaften gegliedert: BMX-Freestyle Park, BMX-Freestyle Flatland und Trial.

## Programm
Das Programm war identisch zum Vorjahr. Im Freestyle Park und Freestyle Flatland wurden jeweils ein Titel bei den Männern und bei den Frauen vergeben. Im Trial trugen Männer und Junioren jeweils Wettkämpfe mit 20-Zoll- und 26-Zoll-Rädern aus, während es bei den Frauen eine offene Kategorie gab. Zudem wurde ein Mannschaftswettkampf durchgeführt mit je einem Vertreter aus den fünf Einzel-Wettbewerben.
Das Programm im Park musste kurzfristig geändert werden, nachdem Regen die Qualifikation unterbrochen hatte. Diese wurde am folgenden Tag fortgesetzt, dafür das Halbfinale gestrichen.
Freestyle Park
- Sonnabend, 5. August: Qualifikation
- Sonntag, 6. August: Halbfinals Qualifikation
- Montag, 7. August: Endrunden

Freestyle Flatland
- Dienstag, 8. August: Qualifikation
- Mittwoch, 9. August: Halbfinals
- Donnerstag, 10. August: Endrunden

Trial
- Mittwoch, 9. August: Mannschaftswettkampf
- Donnerstag, 10. August: Halbfinals Frauen und Junioren
- Freitag, 11. August: Halbfinals Männer
- Sonnabend, 12. August: Endrunden

## BMX-Freestyle
Programm und Reglement im BMX-Freestyle waren im Vergleich zum Vorjahr unverändert. In der Disziplin Park hatte jeder Finalist zwei Versuche, von denen der bessere zählte. Im Flatland hatte jeder Finalist einen Versuch.

### Park Männer
| Platz | Fahrer          | 1. Lauf | 2. Lauf |
| ----- | --------------- | ------- | ------- |
| 1     | Kieran Reilly   | 86,36   | 95,80   |
| 2     | Logan Martin    | 93,56   | 95,30   |
| 3     | Nick Bruce      | 19,60   | 93,90   |
| 4     | Rimu Nakamura   | 38,00   | 91,87   |
| 5     | Marin Ranteš    | 86,80   | 90,64   |
| 6     | Jude Jones      | 01,93   | 90,10   |
| 7     | Justin Dowell   | 89,74   | 37,70   |
| 8     | Daniel Sandoval | 89,36   | 68,32   |
| 9     | José Torres     | 89,20   | 87,10   |
| 10    | Gustavo Batista | 83,60   | 85,30   |
| 11    | Jacob Thiem     | 79,24   | 69,50   |
| 12    | Jeffrey Whaley  | 55,80   | 77,80   |

Es traten 66 Teilnehmer aus 33 Ländern an. Sie bestritten zunächst eine Qualifikationsrunde, bei der die besten 24 weiter kamen. Aufgrund einsetzenden Regens musste die Qualifikation abgebrochen und am folgenden Tag fortgesetzt werden. Das Halbfinale wurde daher gestrichen, die 24 Besten der Qualifikation waren direkt für das Finale qualifiziert.

### Park Frauen
| Platz | Fahrerin              | 1. Lauf | 2. Lauf |
| ----- | --------------------- | ------- | ------- |
| 1     | Hannah Roberts        | 91,04   | DNS     |
| 2     | Sun Sibei             | 84,80   | 89,10   |
| 3     | Zhou Huimin           | 87,66   | 87,90   |
| 4     | Fan Zihui             | 85,30   | 32,60   |
| 5     | Zheng Qian            | 84,70   | 76,70   |
| 6     | Deng Yawen            | 82,30   | 54,70   |
| 7     | Charlotte Worthington | 76,70   | 44,00   |
| 8     | Queensaray Villegas   | 54,80   | 73,20   |
| 9     | Iveta Miculyčová      | 72,60   | 33,10   |
| 10    | Lea Müller            | 69,00   | 66,80   |
| 11    | Sasha Pardoe          | 29,60   | 63,60   |
| 12    | Macarena Pérez        | DNS     | DNS     |

Es gingen 30 Fahrerinnen aus 16 Ländern an den Start. Die 12 Besten der Qualifikation bestritten das Finale.
Hannah Roberts bestätigte ihre Vormacht und gewann im Alter von 21 Jahren den fünften Titel in sechs Austragungen. Hinter ihr folgten nicht weniger als fünf Chinesinnen, die bis dahin noch nie eine Finalistin gestellt hatten. Die ehemaligen Silbermedaillengewinnerinnen Nikita Ducarroz (Schweiz) und Lara Lessmann (Deutschland) scheiterten mit dem 13. und 14. Platz knapp in der Qualifikation.

### Flatland Männer
| Platz | Fahrer                      | Ergebnis |
| ----- | --------------------------- | -------- |
| 1     | Yu Shoji                    | 94,16    |
| 2     | Kio Hayakawa                | 91,16    |
| 3     | Matthias Dandois            | 88,00    |
| 4     | Jean William Prévost        | 85,50    |
| 5     | Moto Sasaki                 | 82,46    |
| 6     | Sybren Christian van Berkel | 75,90    |
| 7     | Masato Ito                  | 72,83    |
| 8     | Jorge Gómez                 | 70,16    |

Es traten 36 Fahrer aus 17 Ländern an. Über Qualifikation und Halbfinale wurden die Zahl auf 16 bzw. 8 reduziert. Die drei japanischen Medaillengewinner des Vorjahres, Sasaki, Ito und Hayakawa, qualifizierten sich erneut fürs Finale, wurden aber noch vom jungen Yu Shoji übertrumpft.

### Flatland Frauen
| Platz | Fahrerin                  | Ergebnis |
| ----- | ------------------------- | -------- |
| 1     | Aude Cassagne             | 87,66    |
| 2     | Santiago de Oliveira Moda | 84,50    |
| 3     | Kirara Nakagawa           | 82,66    |
| 4     | Sakura Kawaguchi          | 81,26    |
| 5     | Jeanne Seigneur           | 77,00    |
| 6     | Panni Thuránszky          | 72,00    |
| 7     | Louise Seigneur           | 62,33    |
| 8     | Veronika Kádár            | 59,00    |

Es gab 9 Teilnehmerinnen aus 4 Ländern. In der Qualifikation wurde eine Teilnehmerin eliminiert. Aude Cassagne verteidigte ihren Titel, die Brasilianerin Santiago de Oliveira Moda,  die zuvor international nicht in Erscheinung getreten war, wurde Zweite. Auf dem dritten Platz landete wie im Vorjahr die Japanerin Kirara Nakagawa.

## Trial
Das Wettkampf-Programm im Trial war im Vergleich zum Vorjahr unverändert. In den Einzelwettbewerben wurde jeweils ein so genanntes Halbfinale ausgetragen, die besten Sechs qualifizierten sich fürs Finale.

### Männer 20 Zoll
| Platz | Fahrer             | Ergebnis           |
| ----- | ------------------ | ------------------ |
| 1     | Alejandro Montalvo | 60+50+50+60+30=250 |
| 2     | Borja Conejos      | 60+50+50+50+40=250 |
| 3     | Charlie Rolls      | 10+40+50+50+40=190 |
| 4     | Eloi Palau         | 40+50+20+40+30=180 |
| 5     | Lucien Leiser      | 30+30+20+30+30=140 |
| 6     | Louis Grillon      | 10+40+10+20+20=100 |

Am Start waren 37 Fahrer aus 16 Nationen. Die ersten Vier waren dieselben wie im Vorjahr, wenngleich in anderer Besetzung. Alejandro Montalvo wurde nach Bronze und Silber in den Vorjahren erstmals Weltmeister, und zwar aufgrund der mehr gefahrenen 60er-Wertungen gegenüber Borja Conejos.

### Männer 26 Zoll
| Platz | Fahrer           | Ergebnis           |
| ----- | ---------------- | ------------------ |
| 1     | Jack Carthy      | 10+60+40+50+50=210 |
| 2     | Oliver Widmann   | 30+40+50+50+40=210 |
| 3     | Marti Vayreda    | 40+40+20+40+40=180 |
| 4     | Julen Saenz      | 10+40+20+40+40=150 |
| 5     | Vincent Hermance | 40+20+20+30+40=150 |
| 6     | Daniel Barón     | 10+30+10+40+30=120 |

Es gab 39 Teilnehmer aus 14 Nationen. Jack Carthy wurde mit seinem sechsten Sieg zum alleinigen Rekord-Weltmeister. Nach einem frühen Fehler in der ersten Sektion musste er all sein Können aufbieten, um Oliver Widmann noch einzuholen; die Entscheidung über den Weltmeister-Titel fiel aufgrund der von Carthy erzielten 60er-Wertung.

### Frauen offene Klasse
| Platz | Fahrerin         | Ergebnis           |
| ----- | ---------------- | ------------------ |
| 1     | Nina Reichenbach | 40+40+30+50+50=210 |
| 2     | Vera Barón       | 40+40+40+50+20=190 |
| 3     | Alba Riera       | 40+40+30+60+10=180 |
| 4     | Nina Vabre       | 20+30+30+40+20=140 |
| 5     | Larena Hees      | 10+30+30+40+20=130 |
| 6     | Hilda Andersson  | 30+20+20+40+20=130 |

An den Start gingen 20 Teilnehmerinnen aus 10 Nationen. Titelverteidigerin Nina Reichenbach entschied den Wettkampf durch eine starke Leistung in der letzten Sektion, mit der sie Vera Barón noch überflügelte. Für Reichenbach war es der sechste WM-Sieg. Dritte wurde die 15-jährige Alba Riera Roura bei ihrer ersten Weltmeisterschaft.

### Junioren 20 Zoll
| Platz | Fahrer           | Ergebnis           |
| ----- | ---------------- | ------------------ |
| 1     | Oliver Weightman | 60+50+40+50+20=220 |
| 2     | Robin Berchiatti | 50+50+40+40+30=210 |
| 3     | Niilo Stenvall   | 20+60+40+60+20=200 |
| 4     | Victor Pérez     | 40+30+30+40+30=170 |
| 5     | Guillaume Camus  | 20+40+30+40+30=160 |
| 6     | Kotaro Yokota    | 20+40+20+30+30=140 |

Datum: 10. November (Halbfinale), 12. November (Finale)
Es gab 27 Teilnehmer aus 11 Nationen. Oliver Weightman konnte Titelverteidiger Robin Berchiatti vom ersten Platz verdrängen. Niilo Stenvall hatte die Qualifikation gewonnen, verdarb sich jedoch ein besseres Ergebnis durch einen Fehler in der ersten Sektion; er holte wie im Vorjahr Bronze.

### Junioren 26 Zoll
| Platz | Fahrer            | Ergebnis           |
| ----- | ----------------- | ------------------ |
| 1     | Daniel Cegarra    | 50+30+20+50+30=180 |
| 2     | Luka Pasturel     | 40+40+20+0+30=130  |
| 3     | Nicolas Ostheimer | 0+40+30+30+30=130  |
| 4     | Ibuki Hamano      | 20+20+20+40+20=120 |
| 5     | Titouan Corre     | 30+30+10+0+30=100  |
| 6     | Vojtěch Kalaš     | 10+10+20+20+10=070 |

Es gab 11 Teilnehmer aus 7 Nationen. Daniel Cegarra konnte nach Gold vor zwei Jahren und Silber im Vorjahr ein zweites Mal gewinnen. Bei der Entscheidung über Silber und Bronze gab die höhere Anzahl von 40er-Wertungen den Ausschlag.

### Mannschaftswertung
| Platz | Mannschaft                                                                          | Ergebnis                                                                                          |
| ----- | ----------------------------------------------------------------------------------- | ------------------------------------------------------------------------------------------------- |
| 1     | Spanien Borja Conejos Daniel Barón Vera Barón Victor Pérez Daniel Cegarra           | 810 40+40+40+40+30=190 40+30+40+40+40=190 20+20+20+30+0=090 40+30+30+30+30=160 40+30+40+30+40=180 |
| 2     | Frankreich Louis Grillon Vincent Hermance Nina Vabre Robin Berchiatti Luka Pasturel | 680 00+40+40+40+ – =120 40+40+40+40+0=160 20+20+20+00+0=060 40+40+40+40+40=200 20+30+30+30+30=140 |
| 3     | Großbritannien Adam Morewood Charlie Rolls Oliver Weightman Elliott Cooper          | 600 40+30+30+30+30=160 40+30+40+40+40=190 40+30+40+40+40=190 20+20+20+ – + – =060                 |

Es waren 13 Mannschaften am Start, was einen neuen Teilnahmerekord bedeutete. Spanien und Frankreich belegten wie im Vorjahr die beiden ersten Plätze, mit fast identischer Besetzung. Gastgeber Großbritannien errang den dritten Platz, obwohl sie nur mit vier von fünf möglichen Vertretern antraten. Deutschland und die Schweiz, die neben Tschechien zu den Teams mit Vollbesetzung gehörten, belegten den vierten respektive neunten Platz. Außerdem waren Finnland, Italien, Österreich, Japan, die Slowakei, Schweden und Australien mit unvollständig besetzten Teams im Wettkampf.

## Medaillenspiegel
| Platz  | Land                | Gold | Silber | Bronze | Gesamt |
| ------ | ------------------- | ---- | ------ | ------ | ------ |
| 1      | Spanien             | 3    | 2      | 2      | 7      |
| 2      | Großbritannien      | 3    | 0      | 2      | 5      |
| 3      | Frankreich          | 1    | 3      | 1      | 5      |
| 4      | Japan               | 1    | 1      | 1      | 3      |
| 5      | Deutschland         | 1    | 1      | 0      | 2      |
| 6      | Vereinigte Staaten  | 1    | 0      | 1      | 2      |
| 7      | Volksrepublik China | 0    | 1      | 1      | 2      |
| 8      | Australien          | 0    | 1      | 0      | 1      |
| 8      | Brasilien           | 0    | 1      | 0      | 1      |
| 10     | Finnland            | 0    | 0      | 1      | 1      |
| 10     | Österreich          | 0    | 0      | 1      | 1      |
| Gesamt | Gesamt              | 10   | 10     | 10     | 30     |